# Harry Reems
Harry Reems, właśc. Herbert John Streicher (ur. 27 sierpnia 1947 w Nowym Jorku, zm. 19 marca 2013 w Salt Lake City) – amerykański aktor i reżyser filmów pornograficznych, a później odnoszący sukcesy agent nieruchomości. Był gwiazdą kultowej komedii porno Głębokie gardło (1972), gdzie wystąpił jako doktor Young. W latach 70. XX wieku i do połowy lat 80. był jednym z najbardziej popularnych wykonawców w branży filmów dla dorosłych. Był pierwszym amerykańskim aktorem ściganym wyłącznie za występ w filmie. Przerwał karierę w 1985.

## Życiorys

### Wczesne lata
Urodził się w nowojorskim Bronksie w stanie Nowy Jork w rodzinie żydowskiej jako najmłodsze z trojga dzieci Rose i Dana Streichera. Wychowywał się z siostrą Janet i bratem. Jego ojciec pracował jako komiwojażer dla gangsterów Meyera Lansky’ego, zanim został bukmacherem, a jego matka, którą nazwano „Szaloną Razie”, była modelką na wybiegu. Ojciec Harry’ego ostatecznie wszedł do branży poligraficznej i był na tyle zamożny, by przenieść się wraz z rodziną do Westchester w stanie Nowy Jork.
W 1965, w wieku 18 lat, wyjechał na studia, aby zostać stomatologiem. Przez rok uczęszczał na University of Pittsburgh. Zmienił jednak plany i zaciągnął się do piechoty morskiej.

### Kariera aktorska
Po odbyciu służby wojskowej, w 1967 erze hippisów przeniósł się do East Village na Manhattanie, gdzie jego brat i starszy współlokator brata zdobywali doświadczenie jako aktorzy. Debiutował w roli lekarza w dramacie niskobudżetowym klasy Z Crack-Up (1969). Można go było zobaczyć jako członka gangu w ekranizacji książka Davida Wilkersona Krzyż i sztylet (The Cross and the Switchblade, 1970) obok Pata Boone’a i Erika Estrady, jako dyskotekowego patrona w dreszczowcu Alana J. Pakuli Klute (1971) z Jane Fondą, Donaldem Sutherlandem i Royem Scheiderem.
Spróbował swoich sił jako aktor w teatrze i pojawił się w niewielkich rolach w produkcjach Off-Broadwayu, w tym w komediodramacie The Office Murders (1979) z Joelem Crothersem i jako dr Prentice w kontrowersyjnej sztuce Joe Ortona Co widział kamerdyner (1981).
W 1978 otrzymał propozycję zagrania roli trenera Calhouna w filmie muzycznym Grease, lecz producenci, gdy dowiedzieli się o jego występach w filmach porno, ostatecznie zdecydowali się zaangażować Sida Caesara. Pojawił się jako pilot w filmie Dobranoc wszystkim (To All a Goodnight, 1980). Był narratorem telewizyjnego filmu ABC Mae West (1982) z udziałem Jamesa Brolina, Piper Laurie i Roddy’ego McDowalla.
Ze względu na słabe zarobki zmuszony był jednak porzucić teatr i rozpocząć karierę w branży pornograficznej.

### Kariera w branży porno
Zaczął pojawiać się w 10–minutowych „filmach kawalerskich”, sprzedawanych pod ladą w brązowych opakowaniach. Wystąpił w horrorze fantasy Bacchanale (1970). Największą sławę przyniosła mu rola wąsatego lekarza doktora Younga w filmie Głębokie gardło (Deep Throat) z 1972 w reżyserii Gerarda Damiano. Wystąpił w nim u boku Lindy Lovelace i Carol Connors. Był to pierwszy film gatunku XXX dopuszczony do oficjalnej dystrybucji kinowej w USA. Sam Reems trafił do obsady całkowicie przypadkowo, pierwotnie mając pracować na planie jako oświetleniowiec i asystent kierownika produkcji. Został zaangażowany po niestawieniu się aktora, wcielając się w jedną z głównych postaci. Film był punktem zwrotnym w okresie rewolucji seksualnej w USA, przyczyniając się między innymi do zmian prawnych. Aktorzy mimo ogromnego sukcesu i faktu, że film na całym świecie zarobił ponad 600 milionów dolarów, otrzymali zaledwie kilkusetdolarowe gaże. Sam Reems podkreślał, że kiepskie wynagrodzenie zrekompensowały mu imprezy w posiadłości „Playboya” oraz spotkania z gwiazdami i sława.
Występ w Deep Throat zagwarantował mu pozycję jednej z największych gwiazd przemysłu pornograficznego w USA w latach 70. i 80. XX wieku, jednocześnie całkowicie przekreślając próby przejścia do kina komercyjnego.
W 1976 prokuratorzy federalni wnieśli przeciw niemu oskarżenie za rozpowszechnianie materiałów o nieprzyzwoitym charakterze na terenie kilku stanów. Był pierwszym aktorem ściganym za swoją pracę przez rząd federalny ze względu na jego występ w filmie Głębokie gardło (1972). Ten film doprowadził do oskarżenia go w 1976 w Memphis w stanie Tennessee o spisek, mający na celu rozpowszechnianie nieprzyzwoitości w różnych stanach. Został uznany za winnego, ale rok później wyrok został unieważniony w apelacji. Podczas swoich procesów otrzymał znaczne wsparcie ze strony hollywoodzkich środowisk, w tym Jacka Nicholsona i Warrena Beatty, Shirley MacLaine, Richarda Dreyfussa i Gregory Pecka.
W remake’u dreszczowcu Ostatnia ofiara (Forced Entry, 1975) z udziałem Tanyi Roberts – horrorze Wymuszone wejście (Forced Entry, 1973) wystąpił w roli szalonego nowojorskiego pracownika stacji benzynowej weterana wojny wietnamskiej.
W trakcie swojej kariery wystąpił w ponad 200 produkcjach dla dorosłych, w tym m.in.: Diabeł w pannie Jones (The Devil in Miss Jones, 1973) jako nauczyciel, Rejs wycieczkowy (Pleasure Cruise, 1974), Sprawy społeczene (Society Affairs, 1982) czy Tylko dla twoich ud (For Your Thighs Only, 1984). Za rolę Vince’a Brewstera w filmie Miłość (L’Amour, 1984) z Tomem Byronem i Ginger Lynn zdobył nominację do nagrody Adult Film Association of America (AFAA Award). W 1985 został wprowadzony do Galerii Sław X-Rated Critics’ Organization.
Był jednym z bohaterów filmu dokumentalnego Inside Deep Throat (Głęboko w gardle, 2005) w reżyserii Fentona Baileya i Randy Barbato.

## Życie prywatne
W latach 1985–1989 był uzależniony od alkoholu i narkotyków. Spędził 36 dni w szpitalu w Nowym Jorku i 16 dni na oddziale intensywnej terapii. Kiedy wyszedł ze szpitala, kupił butelkę wódki i obudził się tydzień później w więzieniu hrabstwa Los Angeles. „Wiedziałem, że albo muszę się zabić, albo wyzdrowieć” – wspominał Harry Reems w wywiadzie udzielonym dla „Adult Video News”. Opuścił więzienie za kaucją wpłaconą przez Hugh Hefnera, a jego przyjaciel wysłał mu pieniądze. Kilka razy został aresztowany za nieprzyzwoitość, włóczęgostwo i publiczne oddawanie moczu. Przeszedł program 12 kroków powrotu do zdrowia.
W 1989 podjął pracę jako agent nieruchomości w Park City, a następnie po dziesięciu latach zarządzania otworzył własną firmę maklerską Reems Real Estate Inc.
Jego pasją stał się golf i narciarstwo. Przyłączył się do zboru metodystów, nawrócił się z judaizmu na chrześcijaństwo i został ochrzczony. W listopadzie 1990 w kościele w Park Avenue poślubił głęboko religijną Jeanne Sterret.

### Śmierć
W ostatnim okresie życia, aktor zmagał się z rakiem trzustki. Zmarł 19 marca 2013 w szpitalu w Salt Lake City w Utah w wyniku ostrej niewydolności wątroby. Miał 65 lat.

## Odniesienia w kulturze
Gra komputerowa Larry 2: W poszukiwaniu miłości (1988) nawiązuje do Reemsa w nazwie jednego z salonów fryzjerskich: „Hairy Reams”.
22 stycznia 2013 roku na Sundance Film Festival miał premierę film biograficzny poświęcony życiu Lindy Lovelace pt. Królowa XXX (Lovelace) w reżyserii Jeffreya Friedmana i Roba Epsteina. W rolę Harry’ego Reemsa wcielił się Adam Brody, choć początkowo postać Reemesa miał zagrać Adam Goldberg.

## Nagrody i nominacje
| Rok  | Nagroda                                  | Kategoria                                        | Film                                                                    | Inni wykonawcy | Rezultat  |
| ---- | ---------------------------------------- | ------------------------------------------------ | ----------------------------------------------------------------------- | --- | --------- |
| 1976 | X-Caliber Awards – Adam Film World (AFW) | Najlepszy aktor drugoplanowy (The Gung-Ho Award) | Spickey w Spickey’s Magic Wand (1973), reż. Vance Farlowe               | – | Wygrana   |
| 1979 | Hustler Awards – Erotic Movie Award      | Najlepsza scena seksu                            | Młode motyle (Butterflies, 1973), reż. Joe Sarno (Joseph W. Sarno)      | Maria Forsa | Wygrana   |
| 1985 | Adult Film Association of America        | Najlepszy aktor                                  | Vince Brewster w L’Amour (1984), reż. Marga Aulbach, Jack Remy          | – | Nominacja |
| 1985 | XRCO Award                               | XRCO Hall of Fame                                | –                                                                       | – | Wygrana   |
| 1986 | AVN Award                                | Najlepszy aktor                                  | Dutch w Trashy Lady (1985), reż. Steve Scott                            | – | Wygrana   |
| 1986 | AVN Award                                | Najlepsza scena seksu w filmie fabularnym        | Dziesięć małych dzieweczek (Ten Little Maidens, 1985), reż. John Seeman | Ginger Lynn, Janey Robbins, Lisa De Leeuw, Nina Hartley, Eric Edwards, Jamie Gillis, Paul Thomas i Richard Pacheco | Wygrana   |
| 1986 | AVN Award                                | AVN Hall of Fame                                 | –                                                                       | – | Wygrana   |
| 1986 | AVN Award                                | Najlepsza scena seksu w filmie fabularnym        | The Grafenberg Spot (1985), reż. Artie Mitchell                         | Ginger Lynn | Nominacja |
| 1986 | AVN Award                                | Najlepsza scena seksu na wideo                   | Angel’s Revenge (1986), reż. Richard Mailer                             | Angel | Nominacja |
| 1987 | AVN Award                                | Najlepszy aktor – wideo                          | Ronald w Lucky in Love (1985), reż. Stuart Canterbury                   | – | Nominacja |
| 1997 | Legends of Erotica                       | Legenda erotyczna                                | –                                                                       | – | Wygrana   |
| 2013 | Raven’s Eden Award                       | Aleja Sław (Hall of Fame)                        | –                                                                       | – | Wygrana   |

## Filmografia
- 1970
  - Bacchanale
  - The Cross and the Switchblade
  - Erecter Sex 3: Sex Ed 101
  - Erecter Sex 4: Pole Position
- 1971:
  - A Time to Love
  - The Altar of Lust
  - His Loving Daughter
  - The Weirdos and the Oddballs
  - Vice Versa!
  - Dark Dreams
  - Sex USA
  - Klute
- 1972:
  - Deep Sleep (as Harry Reemes / credit only)
  - Meatball
  - Cherry Blossom
  - Rivelazioni di un maniaco sessuale al capo della squadra mobile
  - Forbidden Under Censorship of the King
  - Deep Throat
  - The Abductors
  - Selling It
  - Mondo Porno
- 1973:
  - Girls in the Penthouse
  - Revolving Teens
  - Case of the Full Moon Murders
  - Loops
  - The New Comers (as Harry Reams)
  - The Collegiates
  - Over Sexposure
  - Filthiest Show in Town
  - Devil in Miss Jones
  - Forced Entry
  - Gas Station Attendant (as Tim Long)
  - Head Nurse
  - Fast Ball
  - High Rise
  - Herbie (as Richard Hurt)
  - It Happened in Hollywood
  - Fleshpot on 42nd Street
  - The Female Response
- 1974:
  - Ape Over Love
  - Pleasure Cruise
  - Wet Rainbow
  - Doctor Feelgood
  - Memories Within Miss Aggie
  - Deadly Weapons
  - Teenage Cheerleader
  - Deep Throat Part II
  - College Girls
  - Hotel Hooker
  - Intensive Care
  - The Love Witch
- 1975:
  - Sherlick Holmes
  - More
  - Linda Lovelace Meets Miss Jones
  - Every Inch a Lady
  - Butterflies
  - Justine och Juliette
  - Sexual Freedom in Brooklyn
  - Christy
  - Sometime Sweet Susan
  - Experiments in Ecstacy
- 1976:
  - Bel Ami
  - Sex Wish
  - French Schoolgirls
  - Erotic Dr. Jekyll
  - Lettomania
  - Luna di miele in tre
- 1977:
  - Bouches gourmandes jako dr Young
  - Let Me Die a Woman (dokument)
- 1978:
  - Ikenie no onna-tachi (jako Harî Rîmusu)
- 1980:
  - Les chiens chauds
  - To All a Goodnight
  - Demented
  - The Love Syndrome
- 1981:
  - Dream House (film telewizyjny)
- 1983:
  - Eighth Erotic Film Festifal
  - Wolf Cubs
  - Mae West (film telewizyjny)
  - National Lampoon’s Movie Madness
  - Vice Squad Cop („Municipalians”)
  - Society Affairs
- 1984:
  - Sister Dearest
  - Girls on Fire
  - Those Young Girls (video)
  - The Cartier Affair (film telewizyjny)
  - R.S.V.P. (film telewizyjny)
  - For Your Thighs Only
  - Girls of the Night (video)
  - One Night at a Time
  - Private Fantasies 4 (video)
- 1985:
  - Private Fantasies VI
  - The Grafenberg Spot
  - Tower of Power
  - Too Naughty to Say No
  - Beverly Hills Exposed
  - Deep Chill (video)
  - Dream Lover (video)
  - Educating Mandy (video)
  - Erotica Jones
  - Fantasies Unltd
  - Heart Throbs
  - Hot Blooded
  - Hot Nights at the Blue Note Cafe
  - Indecent Itch
  - Loose Ends
  - Losing Control
  - Love Bites (video)
  - Lucky in Love
  - Lust in Space
  - Obsession
  - Older Men with Young Girls (video)
  - Oriental Jade
  - Passage to Ecstasy
  - Rubdown
  - Talk Dirty to Me One More Time
  - Ten Little Maidens
  - The Girls of ‘A’ Team (video)
  - Titillation
  - Trashy Lady
  - Wet, Wild & Wicked (video)
  - Whore of the Worlds (video)
  - With Love from Susan
  - WPINK-TV: Its Red Hot!! (video)
- 1986:
  - Corporate Assets
  - Ginger’s Greatest Boy/Girl Hits (video)
  - Ginger’s Sex Asylum (video)
  - All for His Ladies (video)
  - Amateurs
  - Angel’s Revenge (video)
  - Back Door Bride
  - Erotic City
  - Evil Angel (video)
  - Flasher (video)
  - Having It All!
  - Naughty Nurses
- 1987:
  - Pulsating Flesh
- 1988:
  - Too Good to Be True
  - L’Amour
  - China and Silk
  - *Honky Tonk Angels
  - Night Prowlers
  - Some Kind of Woman